# The Equals
The Equals was een Britse popgroep uit de jaren 60 en 70 van de twintigste eeuw. Het was de eerste multiraciale groep die enige erkenning kreeg in Engeland. Ze werden met name bekend door hun hit Baby, Come Back.
De band werd in 1965 opgericht in Londen door de uit Guyana afkomstige Eddy Grant en de uit Jamaica afkomstige tweelingbroers Derv en Lincoln Gordon. De andere bandleden waren Pat Lloyd en John Hall. De bandnaam verwijst naar de gelijkheid binnen de groep van blanke en zwarte bandleden.

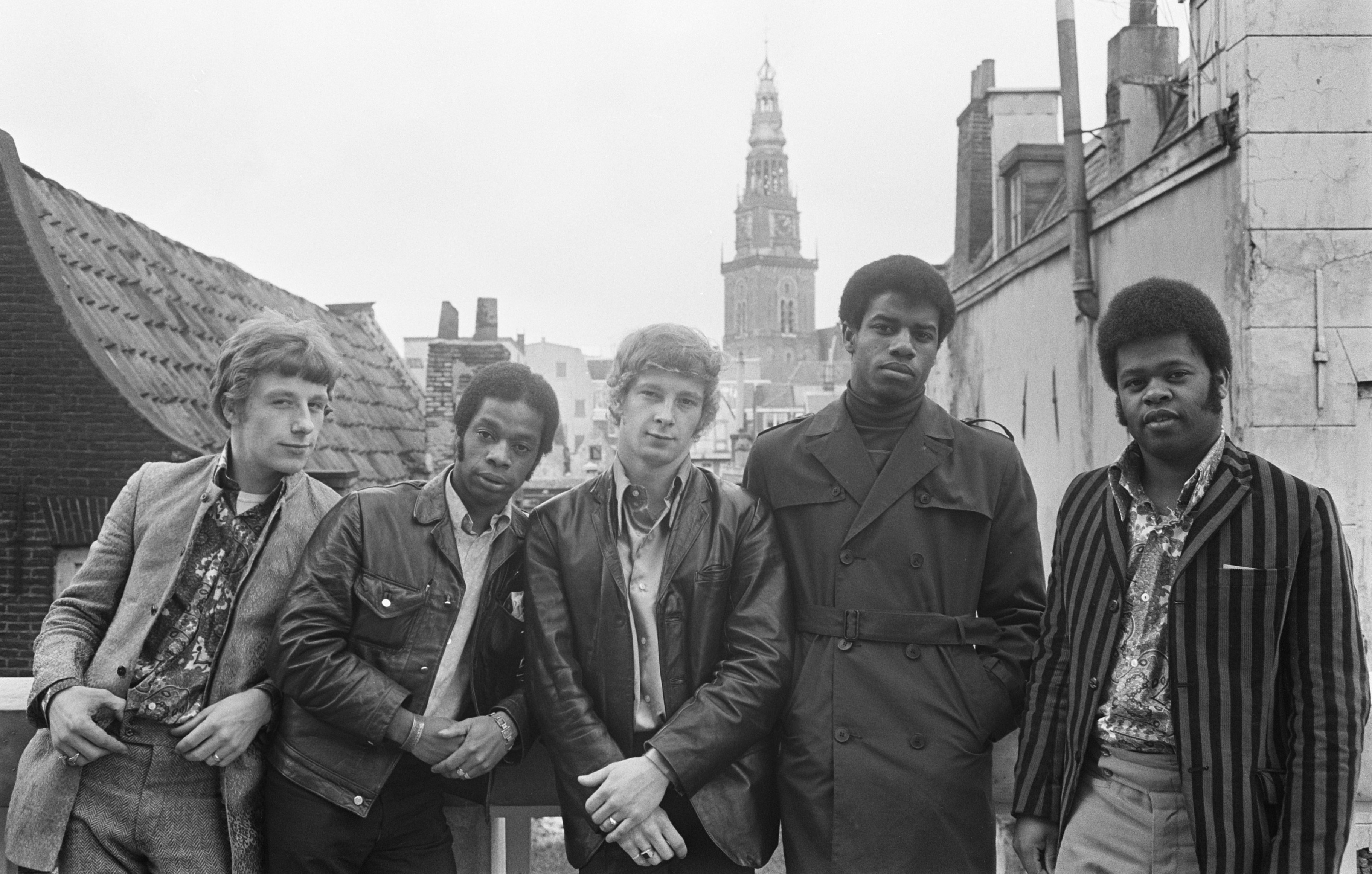
The Equals in Amsterdam (1968)

In 1966 kreeg de band een platencontract. Hun eerste single was I Won’t Be There. In 1966 kwam ook de single Hold Me Closer uit, met op de B-kant Baby Come Back. De muziek was vooral een succes in Duitsland en Nederland, waar ze optraden in het spraakmakende muziekprogramma Moef Ga Ga. De DJ's pikten vooral het nummer Baby Come Back op en wel zodanig dat het hoog in de hitlijsten terechtkwam.
In 1968 werd besloten dit nummer opnieuw uit te brengen en nu bereikte het ook de nummer-1 positie in de Britse hitlijsten. Andere nummers van The Equals waren: I Get so Excited, Softly Softly, Green Light en Viva Bobby Joe.
In 1976 hield de band op te bestaan. Eddy Grant was toen inmiddels een solo-carrière gestart.

## Hitnoteringen

### Singles
| Single met eventuele hitnotering(en) in de Nederlandse Top 40 | Datum van verschijnen | Datum van binnenkomst | Hoogste positie | Aantal weken | Opmerkingen |
| ------------------------------------------------------------- | --------------------- | --------------------- | --------------- | ------------ | ----------- |
| Baby Come Back                                                | 1967                  | 20-01-1968            | 6               | 9            |             |
| I Get so Excited                                              | 1968                  | 02-03-1968            | 11              | 5            |             |

### NPO Radio 2 Top 2000
| Nummer met noteringen in de NPO Radio 2 Top 2000 | '99  | '00  | '01  |
| ------------------------------------------------ | ---- | ---- | ---- |
| Baby, Come Back                                  | 1727 | 1756 | 1949 |

1. ↑  Een vetgedrukt getal geeft de hoogste notering aan.
2. ↑  Deze tabel is bijgewerkt tot en met de laatste editie (2024).